# Сатархи
Сатархи (лат. Satharcheos, грец. Σαταρχαίους) — одне з іранських кочових племен, яке разом з роксоланами та декількома меншими племенами входило до першої хвилі азійських кочовиків до Північного Причорномор'я, рух яких був спричинений глобальними етнічними змінами у Середньої Азії протягом II ст. до н. е.
Щодо появи сатархів у Пн. Причорномор'ї існує відома згадка Плінія Старшого:
«Танаїс перейшли сатархеї, гертихеї, спондоліки, сінгієти, анаси, ісси, катеєти, тагори, карони, неріпи, агандеї, меандареї, сатархеї-спалеї».
Можливо, що всі ці племена — представники різних за походженням іранських племен, які на схід від Дону називалися аорси.
Вперше сатархи локалізуються у Пн. Тавриці, а саме в Тафрах. У Помпонія Мели сатархи заселяють ту частину Меотіди, що біля Болота (Сивашу). У 20-х рр. II ст. до н. е. з сатархами вдало бореться Посідей Посідеєв — один з найвпливовіших еллінів скіфського династа Скілура. Можливо, були інкорпоровані до Тавроскіфії за часів Скілура, про що він й повідомляє у своїй відомій посвяті Ахілу:
| Ахілу, володарю острова, присвятив Посідей Посідеїв, здолавши сатархів, що займались піратством.[5] |
У повідомленні яке датується пізнішим часом (можливо, що після походу Плавція Сільвана до Таврики у 63(64)р.) Пліній подає детальний опис поділу Таврики на окремі племена та міста, у якому згадано і сатархів, але вже на іншому місці — у Пд.- Сх. Тавриці. («У горах живуть скіфотаври: на заході вони межують з Херсонесом, на сході з Сатархською Скіфією.»).
У описі Таврики Клавдій Птолемей згадує місто грец. Σατάρχη — Сатархе (Ptol., Geo., III, 6, 6).
Існує думка, що сатархи належали до етнічного масиву, відомого нам як тохари.
Подальша історія сатархів невідома. Ймовірно, були асимільовані іншими кочовими етносами.